# ليلة في القمر (فلم)
ليلة في القمر فيلم مصري من إنتاج عام 2003، وتم عرضه عام 2008، من إخراج خيري بشارة.

## بطولة
- رغدة
- جيهان راتب
- ياسمين الجيلاني
- راندا البحيري
- طارق التلمساني
- إدوارد
- هاني عادل
- دعاء حجازي
- رانيا شاهين

## روابط خارجية
- مقالات تستعمل روابط فنية بلا صلة مع ويكي بيانات